# Broncho Billy's Christmas Dinner
Broncho Billy's Christmas Dinner è un cortometraggio muto del 1911 scritto, prodotto, diretto e interpretato da Gilbert M. 'Broncho Billy' Anderson.

## Produzione
Il film fu prodotto dall' Essanay Film Manufacturing Company. Venne girato in California, a San Rafael e a Santa Rosita.

## Distribuzione
Distribuito dalla General Film Company, il film - un cortometraggio a una bobina - uscì nelle sale cinematografiche USA il 23 dicembre 1911.